# Cerco de Aranda (1306)
El Cerco de Aranda fue un choque armado que tuvo lugar en la villa de Aranda de Duero en abril de 1306 y que enfrentó a Fernando IV, rey de Castilla, con los partidarios de Juan Núñez de Lara El Menor, señor de Lerma y Diego López de Haro V, señor de Vizcaya. 

## Antecedentes
La subida al trono de Castilla de Fernando IV en 1295, con tan solo nueve años de edad, había llevado a la instauración de varias facciones nobles que luchaban por hacerse con la influencia del joven monarca y la consecuente inestabilidad al reino. Aranda era una población realenga pero ese mismo año Diego López de Haro envió representantes a cobrar tributos a la villa como si fuera su señor. Esto ocasionó una revuelta que conllevó la expulsión de los hombres del noble. Es por eso que cambia de táctica y declarándose partidario del rey, enfrentado a otros nobles para consolidar su trono, reconoce su error previo en documento público, reprobando la actuación previa de sus hombres y prometiendo respetar sus fueros y privilegios ocupa la villa en nombre del rey Fernando IV. Queda desde entonces Aranda de facto bajo la órbita del señor de Vizcaya, si bien de iure seguirá siendo una villa real.
Para el año 1301 existían dos facciones en la corte disputándose el favor real. Una encabezada por el hermano del rey el infante Juan y otra por su tío Enrique, tutor del joven rey hasta su mayoría de edad, a la que pertenecía Diego López de Haro. Este había ocupado en 1295 el señorío de Vizcaya a la muerte de Lope Díaz III de Haro, arrebatándoselo a la hija de este María Díaz de Haro que se había desposado en 1287 con el infante Juan, cabeza de la facción cortesana rival, y había logrado que en 1300 juraran la renuncia a sus derechos sobre el señorío. Esta usurpación del Señorío de Vizcaya resultó en un enfrentamiento que intento resolverse mediante la negociación con una serie llamamientos a las Cortes de Medina de 1305 y a apelaciones al Papa. Si bien tal arreglo no llegó a producirse y ambas facciones prosiguieron enfrentadas. En las navidades de 1305 tuvo el último intento por parte del monarca de poner fin al enfrentamiento.
En abril de 1306 el monarca se hallaba enfrentado con Juan Núñez de Lara el menor. El infante Juan, a pesar de la oposición de la reina María de Molina, indujo al rey a que le declarase la guerra, sabiendo que este era aliado de Diego López V de Haro y que acudiría a su defensa para de este modo tener la oportunidad de recuperar para su esposa el Señorío de Vizcaya. Juan Núñez de Lara el Menor se encontraba en Aranda y allí se dirigieron las mesnadas el monarca y del infante Juan con intención de poner cerco a la ciudad. 
El rey partió de Valladolid en  abril de 1306 dirección a Burgos. Allí se entrevistó con su hermano el infante Juan que le aseguró apoyo militar y sustento para sus huestes a cambio de su ayuda en el pleito por el Señorío de Vizcaya. Cuatro días después partieron de Burgos en dirección a Roa, que había vuelto a posesión del rey tras la muerte del infante Enrique, donde esperaba encontrarse con su mayordomo Lope Díaz de Haro, hijo de Diego López de Haro, que había abandonado la villa para unirse con su padre y Juan Núñez de Lara. Tras esto partieron en dirección a Aranda.

## Asedio
El rey se dirigió con sus huestes al norte de la villa, mientras el infante Juan se aproximaba desde el sur, para de este modo cercarla por completo. Juan Núñez envió dos caballeros a parlamentar con el monarca y en vista de la situación rompió su vínculo vasallático con el rey. Tras tres días estrechando el cerco sobre la villa el infante Juan ordenó a sus huestes tomar el puente sobre el rio Duero. Para impedirlo Juan Núñez ordenó desmontar a sus caballeros, salir de la villa y cruzando el puente prestar batalla frente a este. El ejército del infante cargó contra el de Juan Núñez extendiéndose el combate por todo  el puente. Viendo la situación ordenó el infante Juan cortar la retirada al enemigo, para ello envió algunos hombres de armas bajo el puente con la intención de derribar el pilar más cercano a la muralla, que se encontraba fuera del agua. Percatándose de esto Juan Núñez ordenó la retirada, abandonando el puente y guarneciéndose de nuevo sus tropas en el interior de la villa. Tras este enfrentamiento y viendo como el cerco se estrechaba cada vez más, Juan Núñez opta por escapar. Días después, aprovechando la noche, junto a cien de sus caballeros, atraviesa las líneas reales al norte del cerco y huye en dirección a Cerezo donde se encontraban sus aliados Diego y Lope de Haro.

## Consecuencias
Tras tener noticia de la fuga de Juan Núñez el rey rompe el cerco y ordena a su hermano, el infante Juan, atravesar el Duero y perseguir al fugado. Pero puesto que habían derribado el puente este se ve obligado a cruzar por Roa, facilitando la llegada de Juan Núñez a Cerezo y poniendo en alerta a sus aliados. El Rey parte junto al infante Juan y acampan en Villasur de  Herreros donde pronto surgen desavenencias entres los hermanos. Envían misivas a los rebeldes, ofreciendo tregua, pero enterados estos de que las huestes reales prosiguen su marcha hacia el norte cruzan el Ebro. Enterado el rey de su cruce por el puente de la Rada, ubicado en Santa Gadea del Cid, ordena derruir uno de sus arcos y hace guardar todos los puentes del Ebro para impedir el paso de los rebeldes. Tras ello se retira a Frías y posteriormente a Medina de Pomar. Estando allí le llega noticia de que Juan Núñez ha logrado cruzar el Ebro por el puente de la Rada colocando vigas de madera, y que se encuentra de nuevo en Aranda, saqueando los alrededores. Por ello el rey, furioso, retorna a Medina del Campo y ordena a su hermano el infante Juan acampar en Roa. Encontrándose realizando los preparativos, para enfrentar de nuevo a Juan Núñez en Aranda, le llegan noticias de que Lope de Haro se encuentra en los montes de los alrededores con ciento cincuenta caballeros y mil quinientos hombres de a armas. Sale el rey en su persecución, pero al alcanzar a las huestes de Lope, se percata de que no posee las fuerzas necesarias para hacerle frente. Tras observarse ambos ejércitos se retiran y el rey tornan a Medina del Campo.
Tras esto se inician conversaciones de paz para intentar poner fin al enfrentamiento. Se establece una tregua, Juan Núñez se retira de Aranda y acude a Cerezo junto a  sus aliados para empezar negociaciones con el rey en Pancorbo, a la que acudirá la reina madre María de Molina como representante regia dada la belicosidad del hermano del rey, el infante Juan que solo deseaba proseguir el enfrentamiento para adueñarse del señorío de Vizcaya. La reina madre consigue contrarrestar al infante  e  insta a Diego López De Haro, a esperar la resolución del rey en Aranda. El rey propone un arreglo en febrero, pero es incapaz de llegar a u acuerdo entre las partes dada la negativa del infante Juan y Diego López De Haro traslada la cuestión al Papa Clemente V. Este confirmara la validez del juramento realizado por el infante Juan en 1300 y su renuncia al Señorío de Vizcaya confirmando sus posesión para Diego López de Haro y  permitiendo heredarlo a su hijo Lope. No obstante esto no termina con el enfrentamiento que continúa en las Cortes de Valladolid de 1307 donde el rey intenta poner coto a las luchas nobiliarias. Finalmente  la reina madre persuade María Díaz de Haro, esposa del infante Juan cuyos derechos reivindicaba, para que aceptar el acuerdo propuesto por el rey en febrero de ese mismo año. Diego López V de Haro y su hijo Lope Díaz de Haro se avinieron a firmar el acuerdo, por el que se establecía que Diego López V de Haro conservaría la propiedad del señorío de Vizcaya en tanto durase su vida, pero que a su muerte, el señorío pasaría a ser de María Díaz de Haro, a excepción de Orduña y Valmaseda, que serían entregadas a Lope Díaz de Haro, su hijo, quien también recibiría Miranda y Villalba de Losa de manos de Fernando IV.
Ante el acuerdo alcanzado respecto a la posesión del señorío de Vizcaya, Juan Núñez de Lara el Menor se sintió menospreciado por el rey y por su madre, por lo que se retiró de las Cortes, antes de que éstas hubiesen finalizado. Por ello, el rey concedió el cargo de Mayordomo mayor a Diego López V de Haro, lo que provocó que el infante Juan abandonase la corte, advirtiendo al rey que no contaría con su ayuda hasta que los alcaides de los castillos de Diego López de Haro rindiesen homenaje a su esposa, María Díaz de Haro. Sin embargo, poco después se reunieron en Lerma, donde se hallaba María Díaz de Haro, el infante Juan, Juan Núñez de Lara el Menor, Diego López V de Haro, y Lope Díaz de Haro, hijo de este último, acordándose que prestasen homenaje en Vizcaya como futura señora a María Díaz de Haro, al tiempo que se hacía lo mismo en los castillos que recibiría Lope Díaz de Haro.
La consecuencia más directa para Aranda tras este acuerdo fue preservar la categoría de Villa Real, pero el aumento de influencia de la familia Haro la coloca de facto bajo su control. Durante los próximos dos siglos, siguiendo el curso de la creciente influencia de la nobleza junto a la caída de la casa de Borgoña y alzamiento de los Trastámara, volvería y abandonaría su condición de realenga en varias ocasiones, pese a que siempre preservó sus cartas de privilegios que la guardaban como Villa Real. Pasando incluso a formar parte de la corona de Aragón y Navarra, bajo la figura de Juan II de Aragón padre de Fernando el Católico, a principios del siglo XV hasta su retorno definitivo a Castilla en 1444..